# Bibliothèque de l'Université Laval
La Bibliothèque de l'Université Laval est une bibliothèque universitaire rattachée à l'Université Laval. Elle contient près de six millions de documents.

## Historique
La fondation de l'Université Laval par le Séminaire de Québec a eu lieu en 1852. L'université reste toutefois sous la gouvernance du séminaire pendant plus d'un siècle, ce qui entraîne une certaine confusion dans l'identité des deux institutions qui partagent d'ailleurs la même bibliothèque jusqu'en 1964. Ce n'est qu'avec l'avènement de la Révolution tranquille que l'université prend ses distances du cadre religieux et acquiert son autonomie administrative. Vient peu après la construction du  pavillon Jean-Charles-Bonenfant au nouveau campus de Sainte-Foy et la séparation physique des deux collections. La majorité des livres anciens furent conservés par le séminaire alors que les livres récents furent déménagés dans le nouveau pavillon. Quelques années plus tard, en 1973, une opération d'intégration des bibliothèques facultaires vint enrichir les collections au pavillon Bonenfant ainsi qu'au pavillon Alexandre-Vachon.
François de Montmorency-Laval, fondateur du Séminaire de Québec en 1663 constitua du même coup la bibliothèque du séminaire qui fut l'une des premières bibliothèques de la Nouvelle-France. Celle-ci fut augmentée ultérieurement par les successeurs de monseigneur de Laval ainsi que par des dons de diverses provenances. En 1782, la bibliothèque compte déjà plus de 5 000 volumes. En 1797, les collections du séminaire s'enrichissent d'un don important du père Jean-Joseph Casot. Ce dernier, jésuites dont l'ordre fait face à l'extinction au Bas-Canada, fait don au séminaire de la bibliothèque de sa communauté. À la création de l'université en 1852, la bibliothèque compte 15 000 volumes. En 1945, les collections sont divisées en trois grands fonds, soit le fonds ancien, le fonds canadien et le fonds contemporain. Lors de la division du contenu de la bibliothèque entre l'université et le séminaire, il a été convenu que la première ne conservait que les documents acquis après 1910 mises à part quelques exceptions.

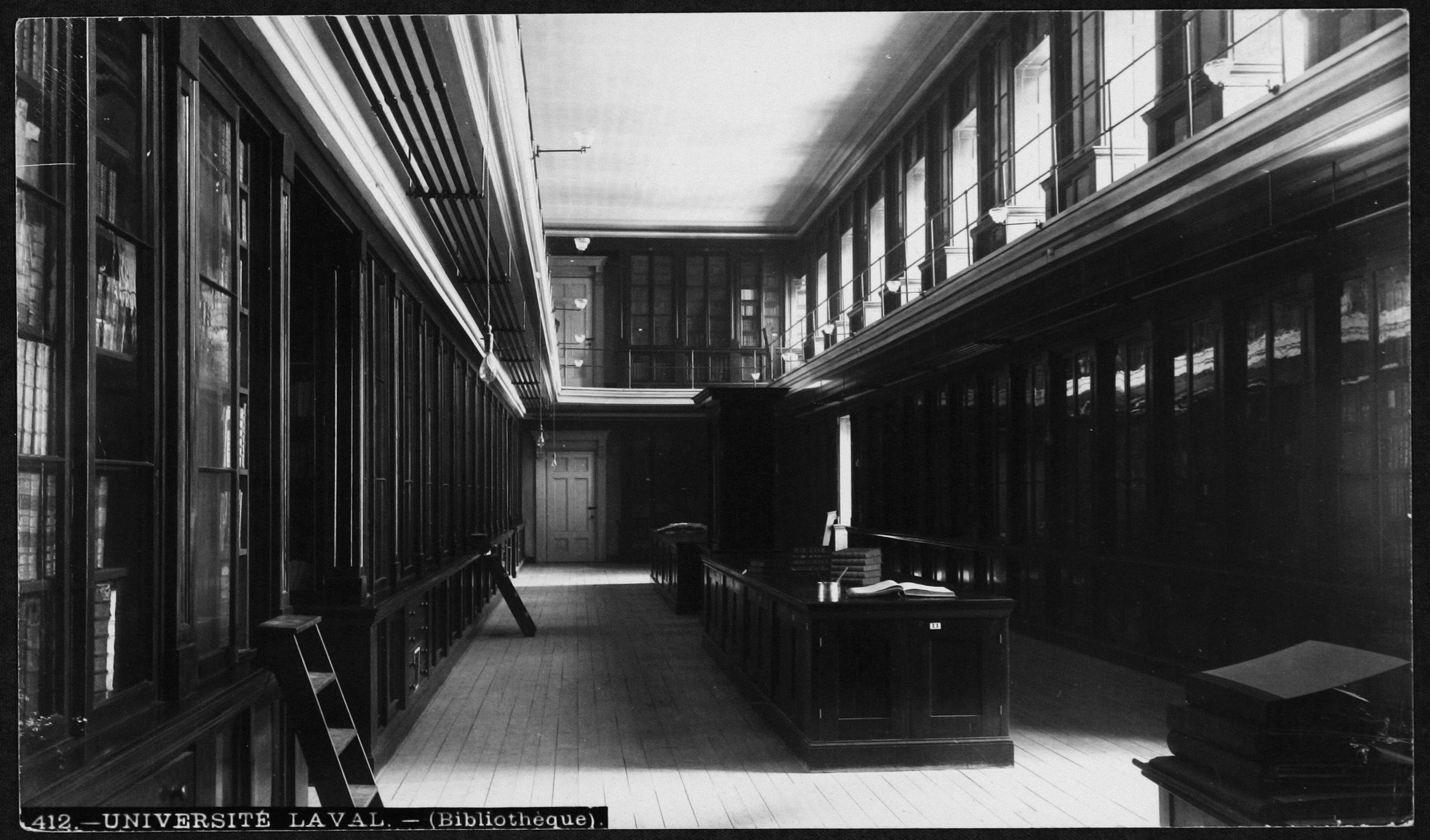
Premier étage de la Bibliothèque générale au Pavillon central du Séminaire de Québec vers 1900
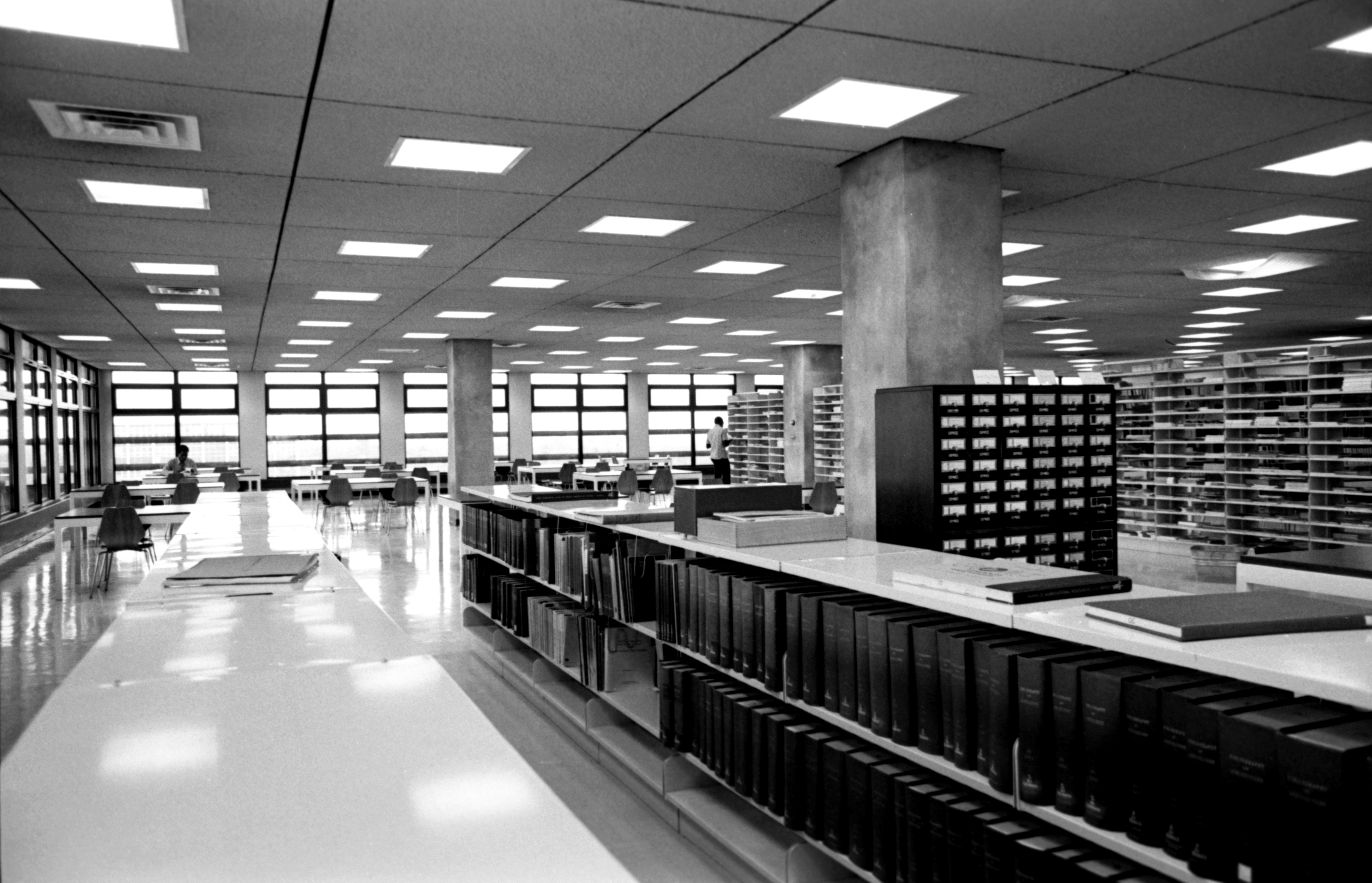
La Bibliothèque d'agriculture au pavillon Paul-Comtois en juin 1972 avant son transfert au pavillon Alexandre-Vachon
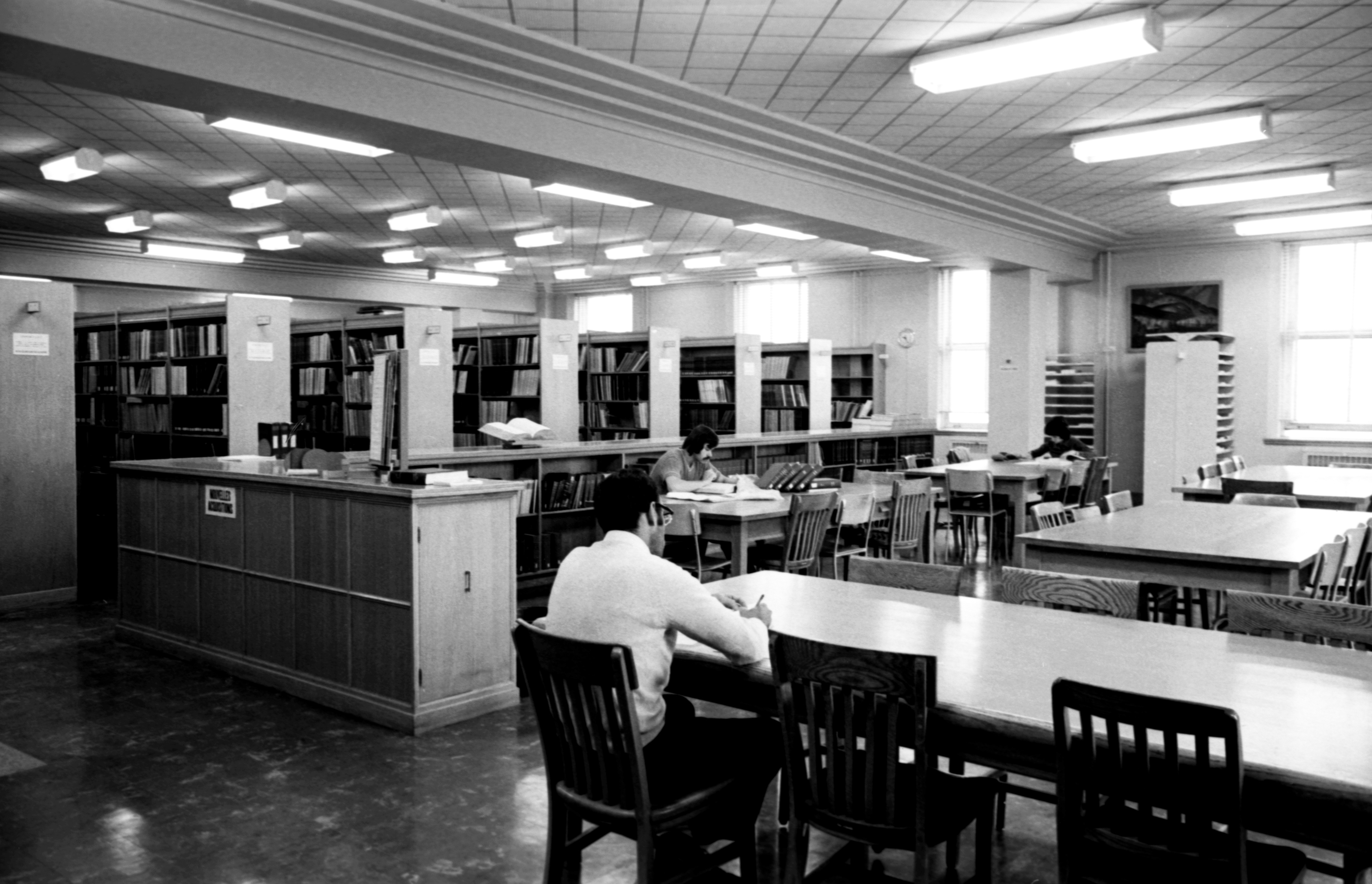
La Bibliothèque de foresterie au pavillon Abitibi-Price en juin 1972 avant son transfert au pavillon Alexandre-Vachon
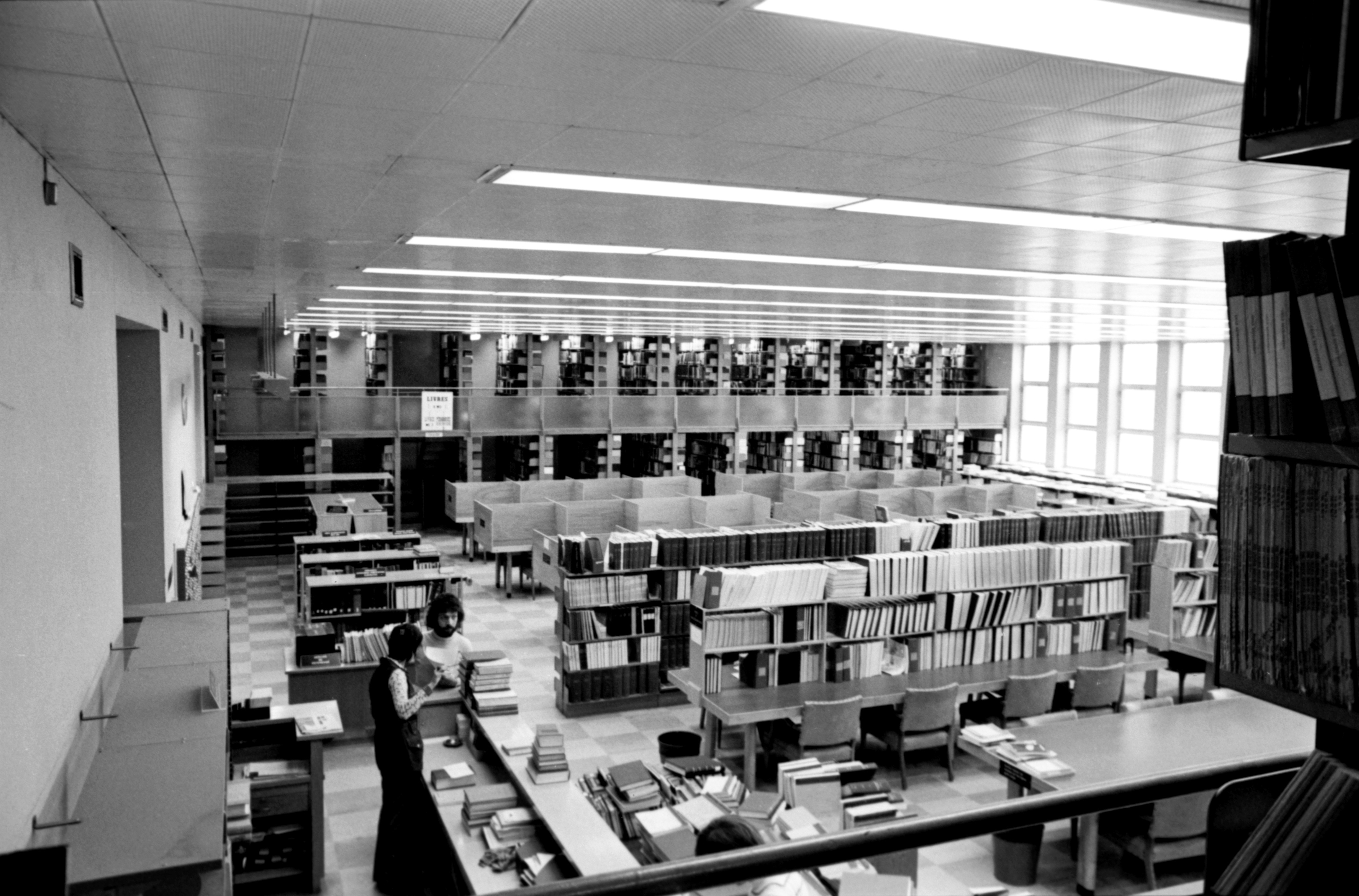
La Bibliothèque de médecine au pavillon Ferdinand-Vandry en juin 1972 avant son transfert au pavillon Alexandre-Vachon
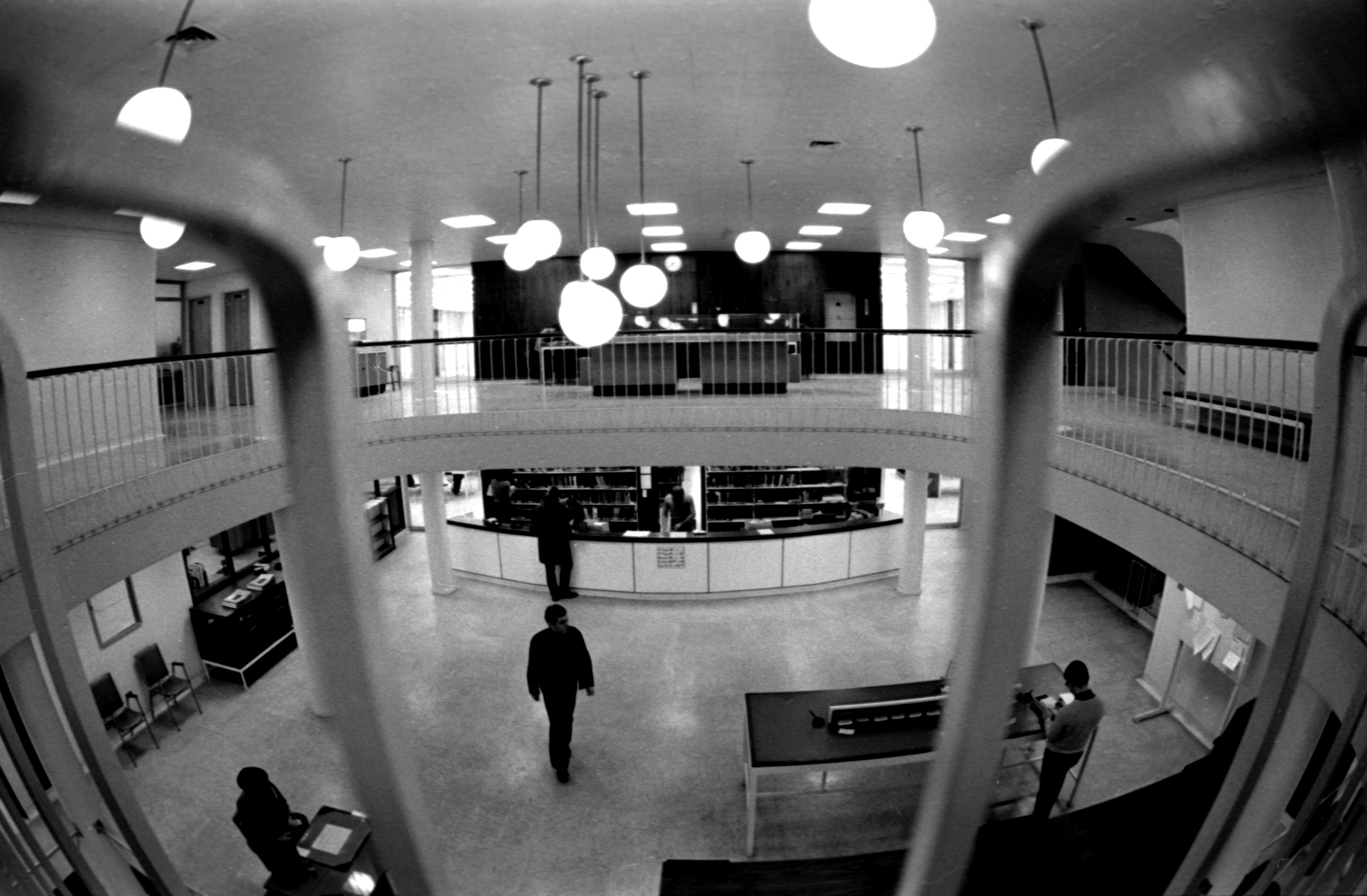
Hall d'entrée et service de prêt de la Bibliothèque scientifique au pavillon Alexandre-Vachon en mars 1972, vue à partir de la mezzanine aujourd’hui disparue.
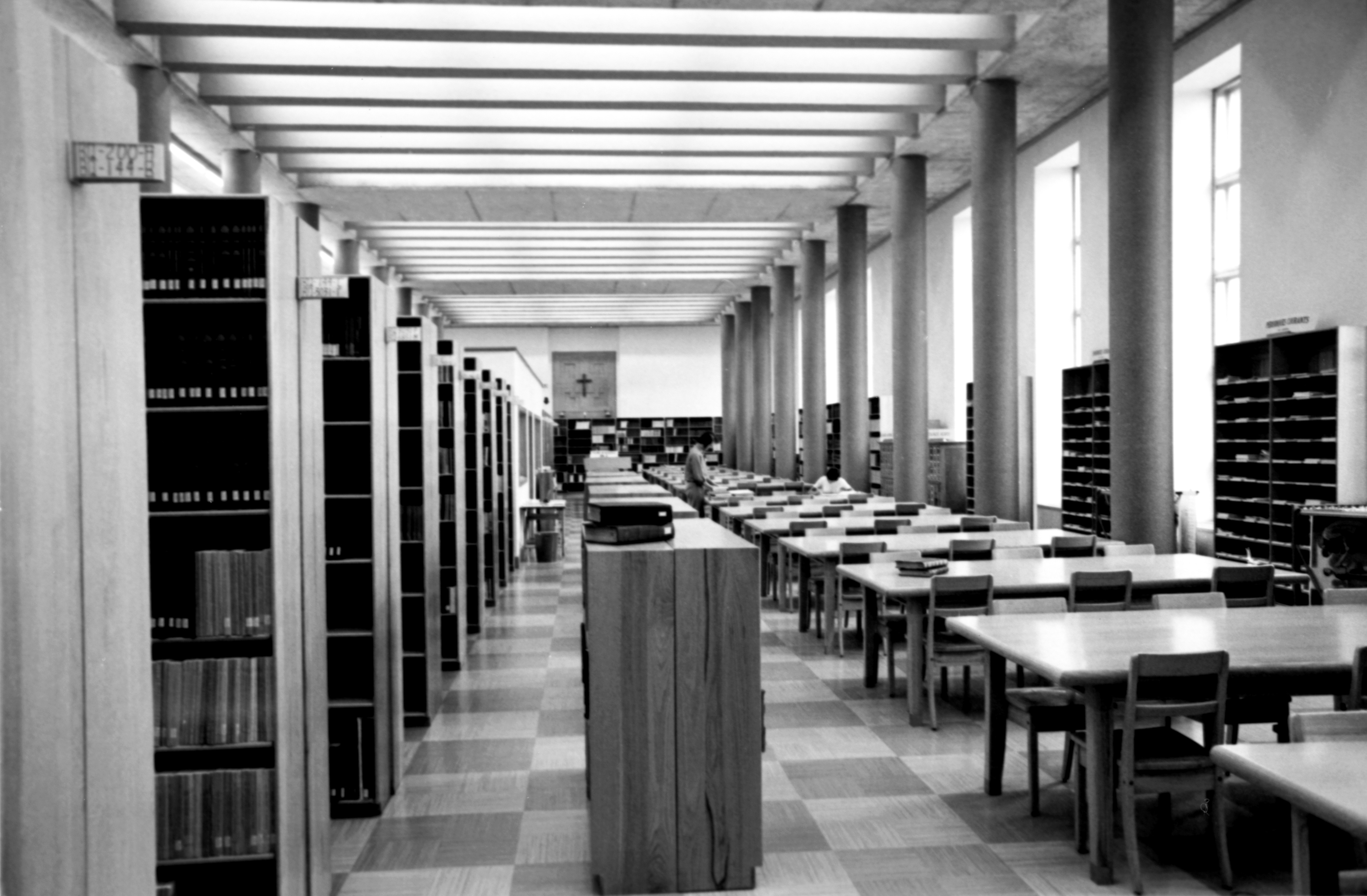
La Bibliothèque de théologie au pavillon Louis-Jacques-Casault en mai 1972 avant son transfert au pavillon Jean-Charles-Bonenfant
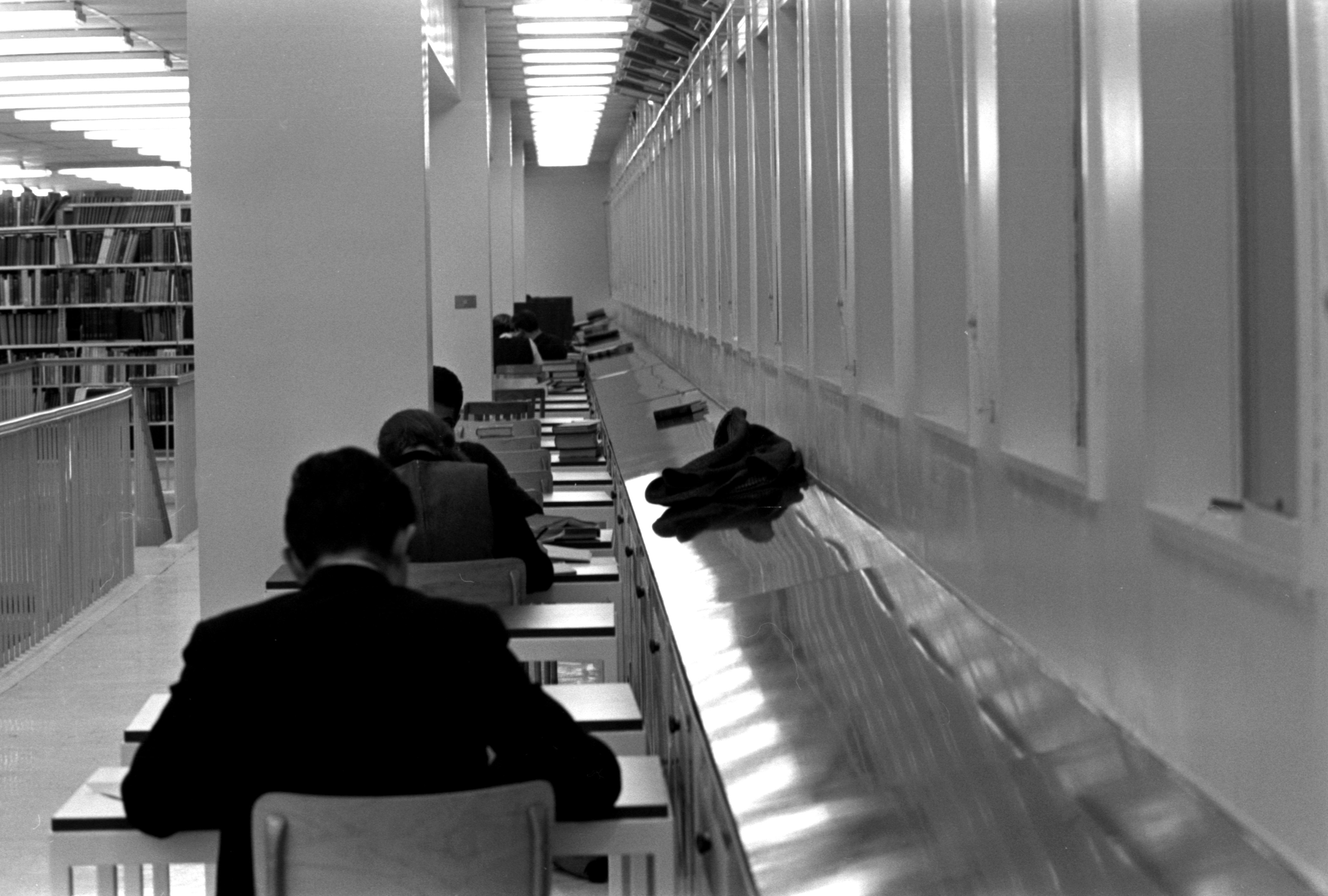
La Bibliothèque générale dans le pavillon Charles-De Koninck en novembre 1964 avant son transfert au pavillon Jean-Charles-Bonenfant
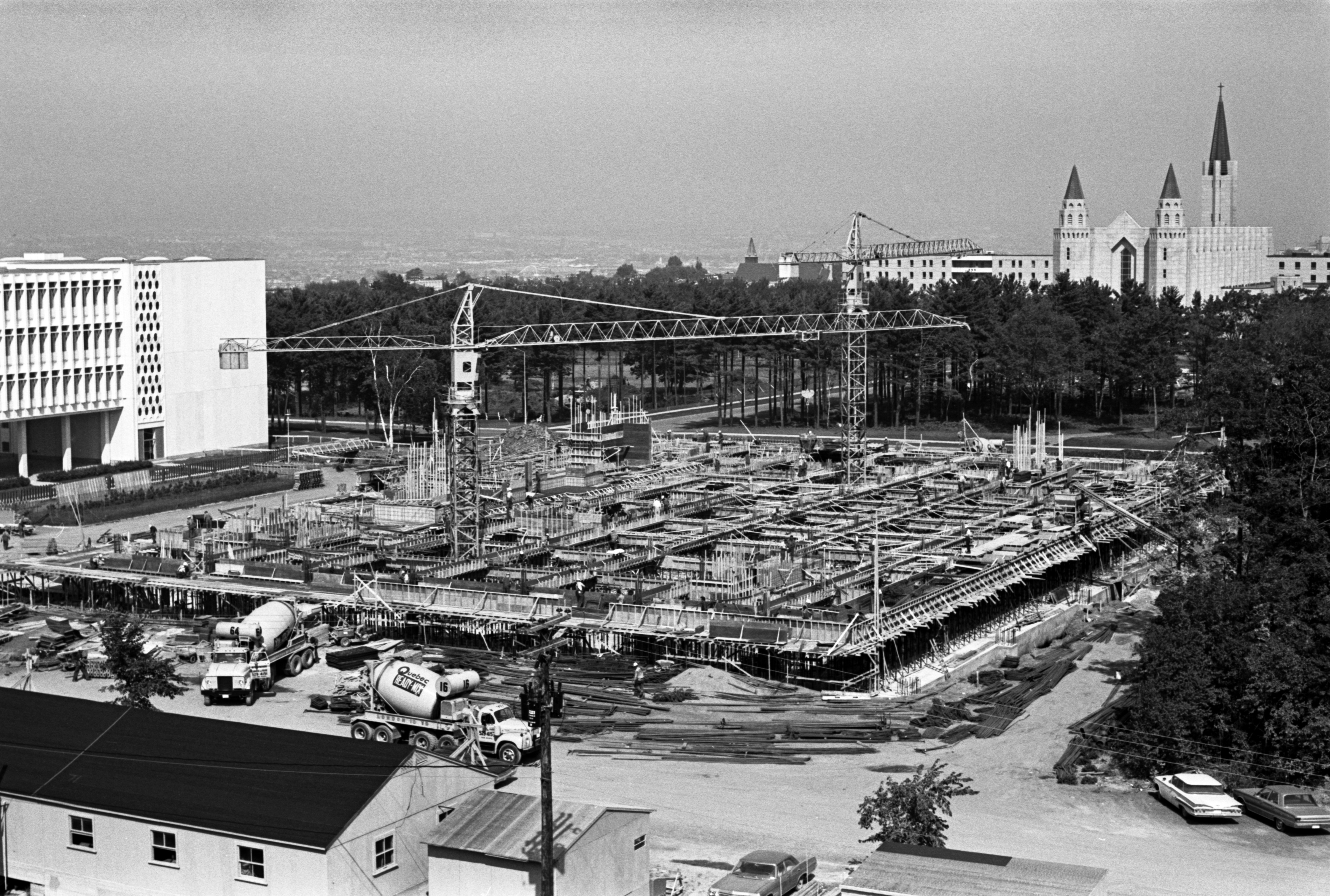
Le chantier du pavillon Jean-Charles-Bonenfant en septembre 1967

L'histoire de la Bibliothèque de l'Université Laval a fait l'objet d'une publication: Richard Dufour, Bibliothèque de l'Université Laval: 165 ans d'histoire (1852-2017), Québec, Presses de l'Université Laval, 2018. Le livre est  également disponible en libre accès:  Bibliothèque de l'Université Laval: 165 ans d'histoire (1852-2017).

### Listes des directeurs

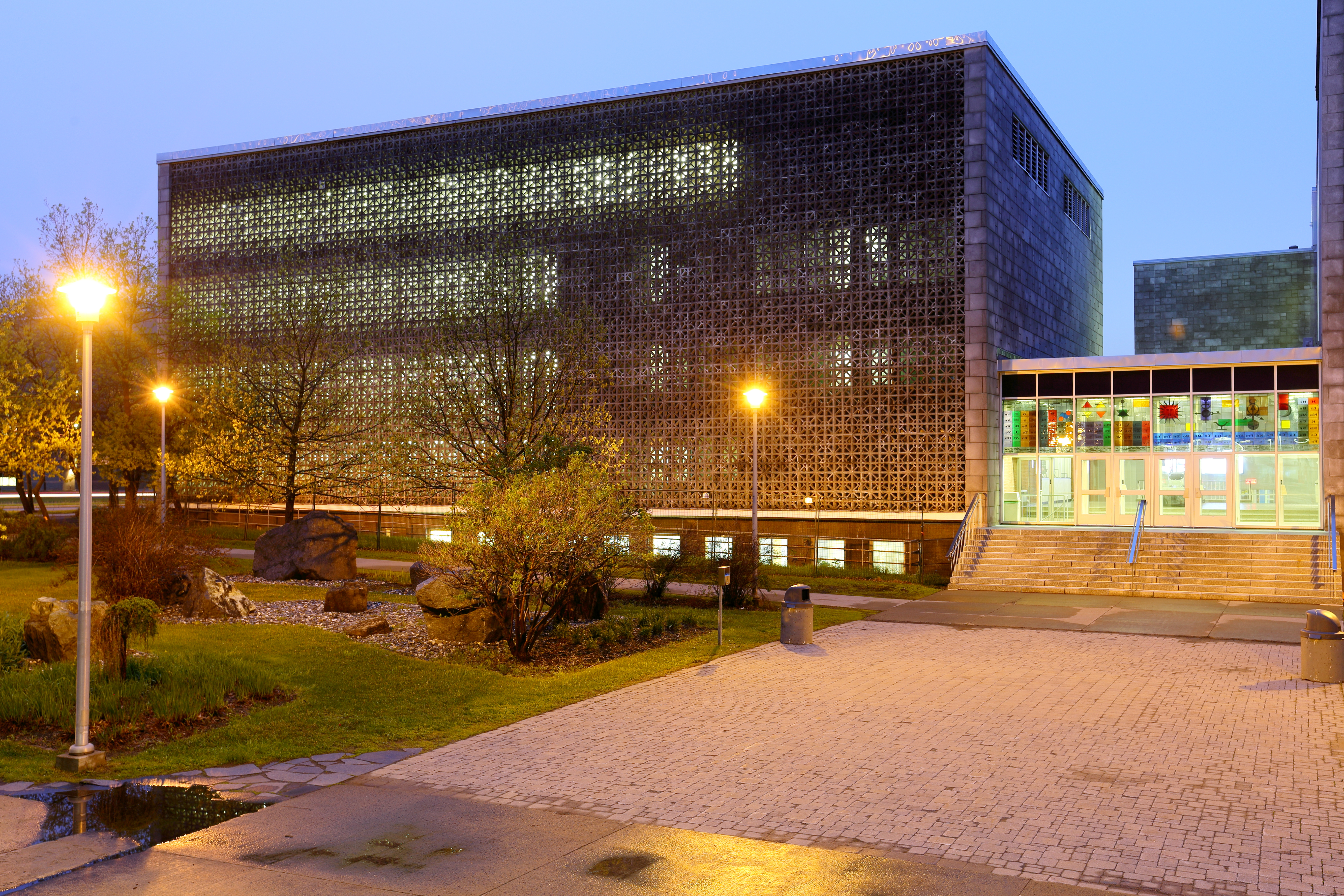
Vue de l'aile sud-ouest du Pavillon Alexandre-Vachon où logent les collections en sciences, en médecines, en agriculture, en foresterie et en génie

## Localisations
Les collections de la Bibliothèque de l’Université Laval se situent principalement à deux endroits : au pavillon Jean-Charles-Bonenfant et au pavillon Alexandre-Vachon. On retrouve au pavillon Bonenfant les collections en sciences humaines et sociales. Les collections de médecine, des sciences pures et appliquées, de génie, d'agriculture et de foresterie sont localisées au pavillon Vachon. À la salle de lecture de l’école d’architecture située dans l’Édifice du Vieux-Séminaire de Québec, on retrouve une petite collection de volumes, de revues et d’ouvrages de référence spécialisés en architecture. L'Édifice La Fabrique abrite également un petit nombre de documents qui répond aux besoins de l'école des arts visuels.

## Collections
Les collections de la Bibliothèque de l’Université Laval avoisinent les 6 millions de documents. Le nombre d’abonnements à des revues scientifiques s’élève à plus de 77 000 dont plus de 72 000 sont en format électronique. Plus de 1 000 bases de données sont aussi accessibles par le Web. On y trouve près de 5 000 atlas et 125 000 cartes, plus de 160 000 photographies aériennes, et près de 35 000 films, vidéos et DVD. En 2012-2013, le budget d'acquisition de la bibliothèque s'élevait à plus de 12 millions de dollars dont plus de la moitié était consacré à l'acquisition de ressources électroniques (accessibles par le Web). Le catalogue de la bibliothèque est exploité par un moteur de recherche baptisé « Sofia » qui fonctionne avec la technologie WorldCat Discovery.
Les collections de cette bibliothèque se distinguent de plusieurs façons. Ces distinctions sont le reflet des besoins d’enseignement et de recherche ainsi que de l'histoire de l’institution. Les rubriques qui suivent ne présentent pas un portrait exhaustif des collections, mais ne donnent qu'un aperçu des particularités de la Bibliothèque de l'Université Laval.

### Les livres rares

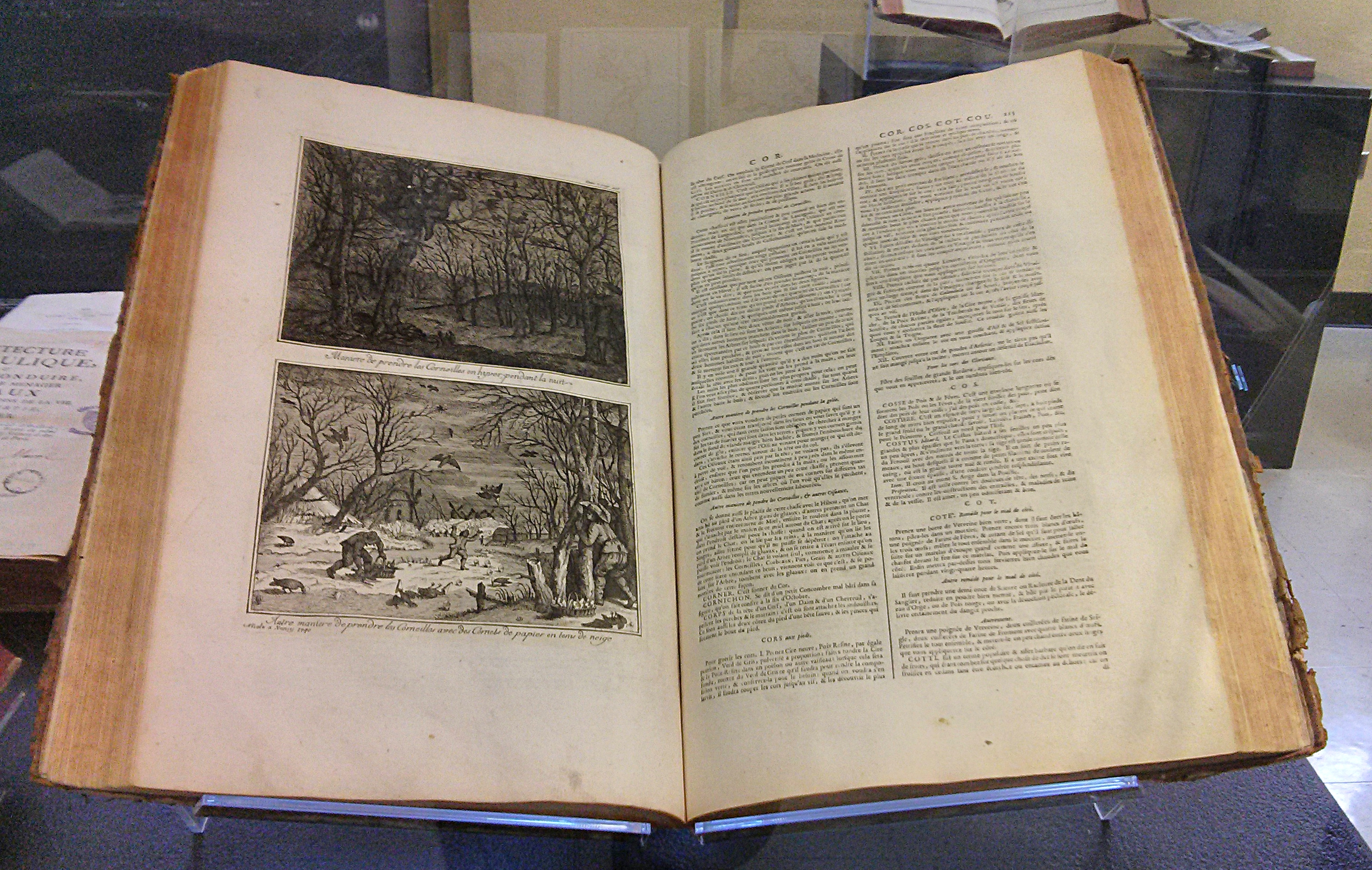
La quatrième édition (1741) du Dictionnaire œconomique de Noël Chomel lors d'une exposition à la bibliothèque des sciences au pavillon Alexandre-Vachon.

La bibliothèque commune du séminaire et de l'université comprenait à l'origine un fonds remarquable de livres rares et anciens. L'entente de partage entre les deux institutions a toutefois eu pour résultat que ce sont principalement les documents les plus récents qui furent rapatriés sur le campus de l'actuel arrondissement Sainte-Foy–Sillery. En outre, il faut comprendre que le développement social du Québec pendant cette période, avec l'essor de la laïcité et la réorientation de l'enseignement vers les sciences et les technologies, a pu s'accompagner d'une certaine indifférence pour les ouvrages anciens qui, par ailleurs, relevaient souvent du domaine religieux ou théologique. Ceci a pu conditionner les décideurs de l'époque à s'intéresser principalement aux documents récents.
La collection des livres rares de l'Université Laval comprend néanmoins plus de 25 000 volumes et est localisée au pavillon Bonenfant. Des acquisitions substantielles vinrent enrichir la collection depuis le réaménagement sur le campus de Sainte-Foy. L'opération d'intégration des bibliothèques facultaires qui eut lieu en 1973 fut l'occasion de récupérer des centaines d'ouvrages anciens auparavant disséminés dans les diverses facultés. En 1965, la bibliothèque personnelle d'Alphonse Dain fut acquise, ce qui représenta un apport de 5 000 volumes. La recherche sur l'histoire de l'édition et de l'éducation au Québec a eu pour conséquence le développement d'une importante collection de manuels scolaires. En 2011, la bibliothèque a acquis du Collège de Sainte-Anne-de-la-Pocatière un ensemble d'un millier de titres de livres anciens représentant environ 3 000 volumes et comprenant, entre autres, un exemplaire original de l'Encyclopédie ou Dictionnaire raisonné des sciences, des arts et des métiers datant de 1781,.

#### Les manuels scolaires
La Bibliothèque de l'Université Laval renferme la collection de manuels scolaires québécois la plus complète. Les manuels les plus anciens sont conservés dans la section des livres rares et les plus récents sont à la disposition des étudiants à la Didacthèque. La collection plus ancienne, qui représente plus de 6 000 documents, se compose de manuels publiés avant 1964, soit avant la publication du rapport de la Commission Parent. Le plus ancien date de 1809 et a pour auteur Jean-Antoine Bouthillier : Traité d'arithmétique pour l'usage des écoles.

### La philosophie
L'influence du Séminaire et du cadre religieux jusqu'aux années soixante eut une influence déterminante sur la collection en philosophie de l'université. L'encyclique Æterni Patris publiée par Léon XIII en 1874, soit une vingtaine d'années après à création de l'université, recommande l'enseignement du thomisme. La doctrine de Saint Thomas étant largement basée sur les œuvres d'Aristote, le développement de la collection s'est naturellement orienté vers l'acquisition des écrits de ce philosophe. La collection aristotélicienne comprend maintenant plus de 4 400 documents et plus de 250 mémoires ou thèses.

### La Didacthèque
La Didacthèque, située au 4e étage du pavillon Bonenfant, contient une collection d'environ 50 000 documents sélectionnés pour répondre aux besoins de formation des futurs enseignants et des chercheurs spécialisés en didactique. Les documents proviennent surtout du Québec, mais aussi d'autres pays comme la France, la Belgique, la Suisse et les États-Unis. Les formats de documents sont variés et comprennent, à part des livres et des manuels, des vidéos, des cédéroms, des cassettes audios, des marionnettes, des banques d'images, des cartes et des jeux éducatifs. La littérature d'enfance et de jeunesse constitue une proportion importante des livres de la Didacthèque. Deux salles de travail équipent la Didacthèque : une salle de formation pour les professeurs et les étudiants et la salle Charlotte-Guérette pour les activités d'animation en littérature d'enfance et de jeunesse.
Les documents de la Didacthèque sont en continuité avec les manuels scolaires localisés dans la section des livres rares. En effet, à mesure que les ouvrages de la Didacthèque deviennent périmés, ce qui arrive assez régulièrement dû aux changements d'orientation édictés par le ministère de l'enseignement du Québec, s'effectue un transfert qui enrichit la collection de manuels des livres rares. Ceci assure à cette dernière une exhaustivité utile pour la recherche de l'histoire de l'éducation dans la Province.

### Le droit
Le programme des trois cycles universitaires de l'institution couvre les domaines du droit québécois et canadien. La composition de la collection de la bibliothèque reflète donc cette réalité. De plus, pour répondre aux diverses spécialités aussi enseignées à la Faculté de droit, les thèmes du droit international (avec des forces du côté du droit de l’OMC, du droit international pénal, du droit international humanitaire et du droit international des droits de la personne), du droit comparé, du droit de l'environnement, du droit des affaires, du droit commercial international, du droit pénal, de la bioéthique et du droit des autochtones sont notamment développés. L'origine de la Faculté de droit remonte à la création même du Séminaire de Québec. Les documents anciens dans le domaine du droit sont donc nombreux à la bibliothèque. Ils sont aussi nécessaires, car les nations québécoises et canadiennes étant relativement jeunes, une bonne compréhension de celles-ci exige l'accès aux documents du régime français et des lois anglaises qui régnaient à l'époque.

### L'anthropologie
Le département d'anthropologie de l'Université Laval dispense un enseignement dans les quatre spécialisations traditionnelles : l'anthropologie physique, l'ethnolinguistique, l'archéologie et l'ethnologie. L'ethnologie est toutefois la spécialité où la recherche et l'enseignement sont les plus avancés. La bibliothèque répond à ces activités de recherche et d'enseignement avec une collection importante développée depuis plusieurs décennies en ethnologie, notamment au sujet des Inuits, des Amérindiens et des francophones du Québec. La collection comprend également des documents audiovisuels, dont la collection complète des films d'Arthur Lamothe.

### La musique
La collection de musique regroupe trois types de documents : les partitions, les documents textuels et les documents audiovisuels. Cette dernière catégorie se compose de microsillons, de disques compacts, de DVD et de vidéos. On peut y écouter les principales œuvres remontant d'aussi loin que l'Antiquité jusqu'à aujourd'hui, incluant le jazz et la musique populaire. La collection de documents textuels renferme un certain nombre de titres anciens. Le plus vieux qui date d'environ 1100 est un manuscrit sur peau de mouton — Parties du canon de la messe — préservé dans un coffret de bois. La collection contient d'autres ouvrages plus récents de type liturgique et du régime français datant du XVIIe siècle et du XVIIIe siècle ainsi que d'origine britannique d'après la conquête de 1760. Près d'une vingtaine de titres datant d'avant 1800 sont des exemplaires uniques d'après le Répertoire international des sources musicales. La collection renferme plusieurs documents postérieurs à 1800, mais d'une grande valeur historique. Mentionnons à titre d'exemple le Traité de mélodie, abstraction faite de ses rapports avec l'harmonie d'Antoine Reicha et le Grand Traité d'instrumentation et d'orchestration modernes d'Hector Berlioz. Parmi les documents récents d'importance dans le secteur de la musique, il faut souligner la base de données Musican sur la musique canadienne conçue à l'Université Laval et accessible à partir du site de la Bibliothèque,.

### Le centre GéoStat
Le centre d’information géographique et statistique, créé en 2005, regroupe un important ensemble de cartes, d’atlas, de photographies aériennes, de données géospatiales, de données d’enquêtes et de statistiques. Le centre donne accès à plus de 15 000 fichiers de données géospatiales représentant plus de 400 Go concernant surtout le Québec et dans une moindre mesure le reste du monde. Les données touchent divers domaines des sciences, des sciences sociales et des sciences humaines. Par conséquent, le centre GéoStat est au service des étudiants et des chercheurs de toutes les disciplines du campus. Ces informations peuvent être exploitées par la plate-forme Géoindex+ combinant les données spatiales et textuelles. On trouve au centre une collection de plus de 160 000 photographies aériennes comprenant une riche collection sur la ville de Québec,.

#### Les cartes et les atlas

Carte de Willem Blaeu du centre Géo-Stat

Le centre GéoStat ne développe pas seulement des systèmes à la fine pointe de la technologie. Il renferme également une collection de 120 000 cartes, dont 19 000 sont anciennes, et 3 500 atlas dont plusieurs sont aussi anciens. Parmi les cartes anciennes d'intérêt, mentionnons la Carte de la nouuelle France, augmentée depuis la dernière seruant à la nauigation faicte en son vray meridien, œuvre de Samuel de Champlain lui-même et datant de 1632, et A map of the British and French Dominion in North America with the roads, distances, limits and extent of the settlements dressée par John Mitchell et datant de 1768,.

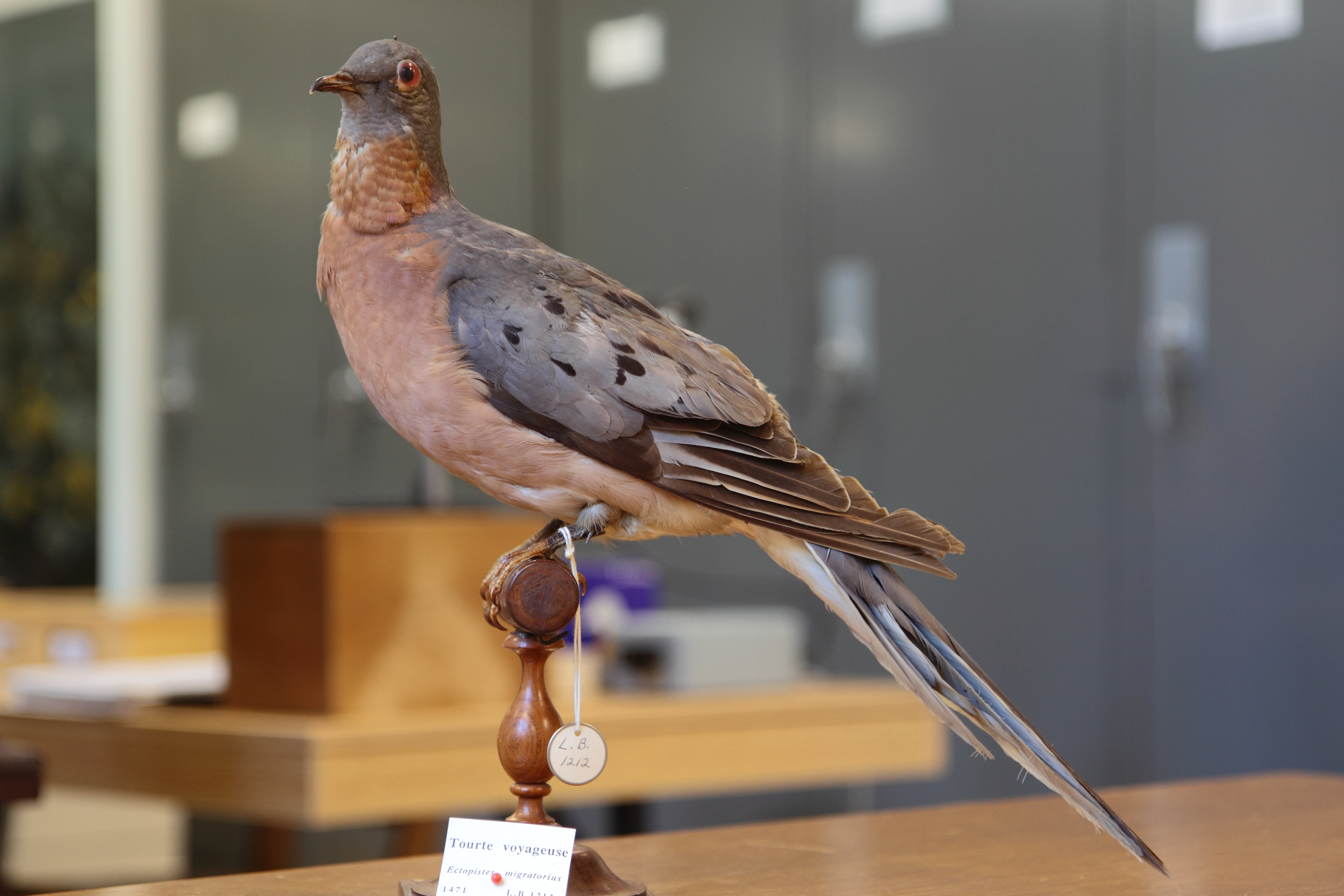
Tourte voyageuse naturalisée, mâle adulte. Collections d'enseignement et de recherche de la Bibliothèque.

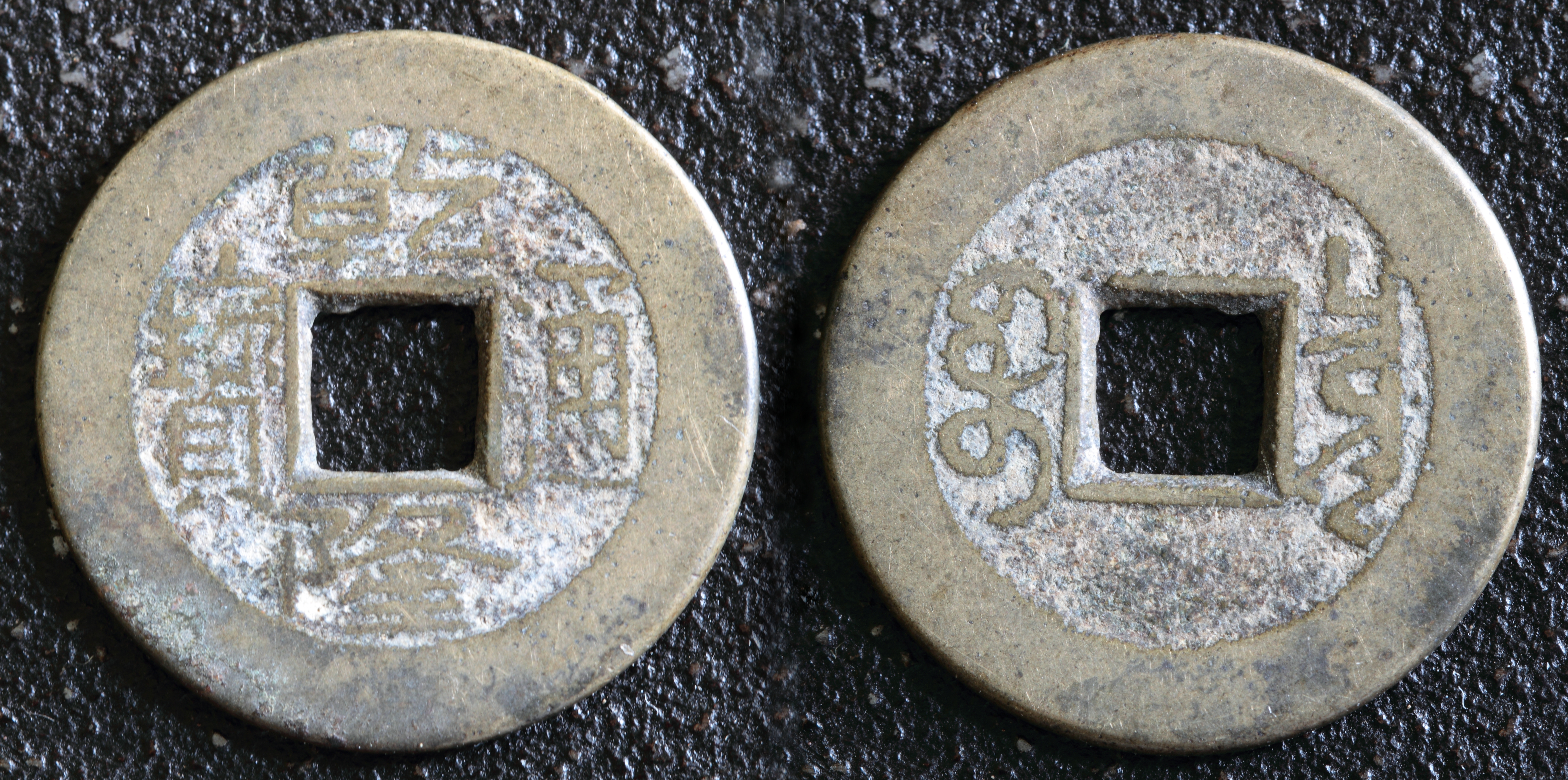
Pièce de monnaie de la Dynastie Qing. Collections d'enseignement et de recherche de la Bibliothèque.

## Collections d'enseignement et de recherche
On trouve à Université Laval des collections d'objets divers qui aident l'institution dans sa mission d'enseignement, de recherche et de vulgarisation. Le Musée de géologie René-Bureau et l'Herbier Louis-Marie en sont des exemples. Une troisième collection, chapeautée par la Bibliothèque, réunit plusieurs centaines de milliers d'objets, de spécimens d'intérêt scientifique, artistique ou patrimonial et d'instruments obsolètes ou anciens. Dans cette collection, logée au Pavillon Louis-Jacques-Casault, on trouve de grands ensembles d'invertébrés, de vertébrés, d'artéfacts d'origines archéologique, anthropologique et ethnologique, des vêtements anciens, des toiles, des moulages et des maquettes.
La collection d'insectes dépasse les 275 000 spécimens et comprend plus de 6 568 espèces. Cette collection a bénéficié de l'apport de plusieurs naturalistes de renom, notamment l'abbé Léon Provancher avec ses deux premières collections d'insectes renfermant environ 1 100 spécimens types. Du côté des vertébrés, on retrouve plus de 6 250 spécimens représentant 740 espèces d'oiseaux dont certaines sont aujourd'hui éteintes comme la Tourte voyageuse et le Courlis esquimau.
La majeure partie de cette collection provient de travaux de recherche et d'enseignement des professeurs et des chercheurs de l'université. Certains objets résultent de dons de l'externe. La collection n'est pas accessible au public, mais seulement sur rendez-vous pour les chercheurs et les étudiants. Les objets sont aussi régulièrement prêtés pour des expositions et à des musées dans le cadre de leurs activités.

## Ressources électroniques
La Bibliothèque de l'Université Laval, à l'instar de la majorité des bibliothèques universitaires, a négocié le grand virage de l'accès aux ressources électroniques. En décembre 1999, la Bibliothèque consacrait 12 % de son budget d'acquisition aux ressources électroniques. Au cours de l'année budgétaire 2012-2013, sur un budget d'acquisition de plus de 12 millions de dollars, environ 60 % du budget était consacré à l'acquisition de ressources électroniques comprenant principalement des revues, des livres et des Bases de données. Les secteurs des sciences, des technologies et de la médecine sont les mieux servis par l'offre de ressources électroniques, mais les sciences humaines et sociales en bénéficient de plus en plus également.
La Bibliothèque s'abonne à des forfaits offerts par les plus importants éditeurs scientifiques : Elsevier, Springer et Wiley. L'accès à plus de 450 bases de données est offert pour répondre aux besoins de toutes les disciplines. Certaines, telle Web of Science sont multidisciplinaires et permettent la recherche de références bibliographiques. D'autres bases sont spécialisées dans des types de documents particuliers telles les bases de données de l'Association canadienne de normalisation et de l'ASTM International qui donnent accès aux collections complètes et intégrales de leurs normes. La proportion de monographies en format numérique croît tous les ans. En 2013, on en comptait plus de 250 000 dans le catalogue.

### Dépôt institutionnel
La bibliothèque a un dépôt institutionnel depuis 2016.

### Kalos
Kalos est une plateforme de collections numériques principalement visuelles et sonores est en ligne depuis l'automne 2018. Avec pour fonction centrale la diffusion de contenus en support à l'enseignement et la recherche, ces collections peuvent provenir de la bibliothèque, de l'université, de l'extérieur suivant un partenariat ou acquis chez des éditeurs. La diffusion peut être restreinte à la collectivité du campus, mais dans la mesure du possible, le contenu est diffusé sous licence Creative Commons s'il n'est pas dans le domaine public.

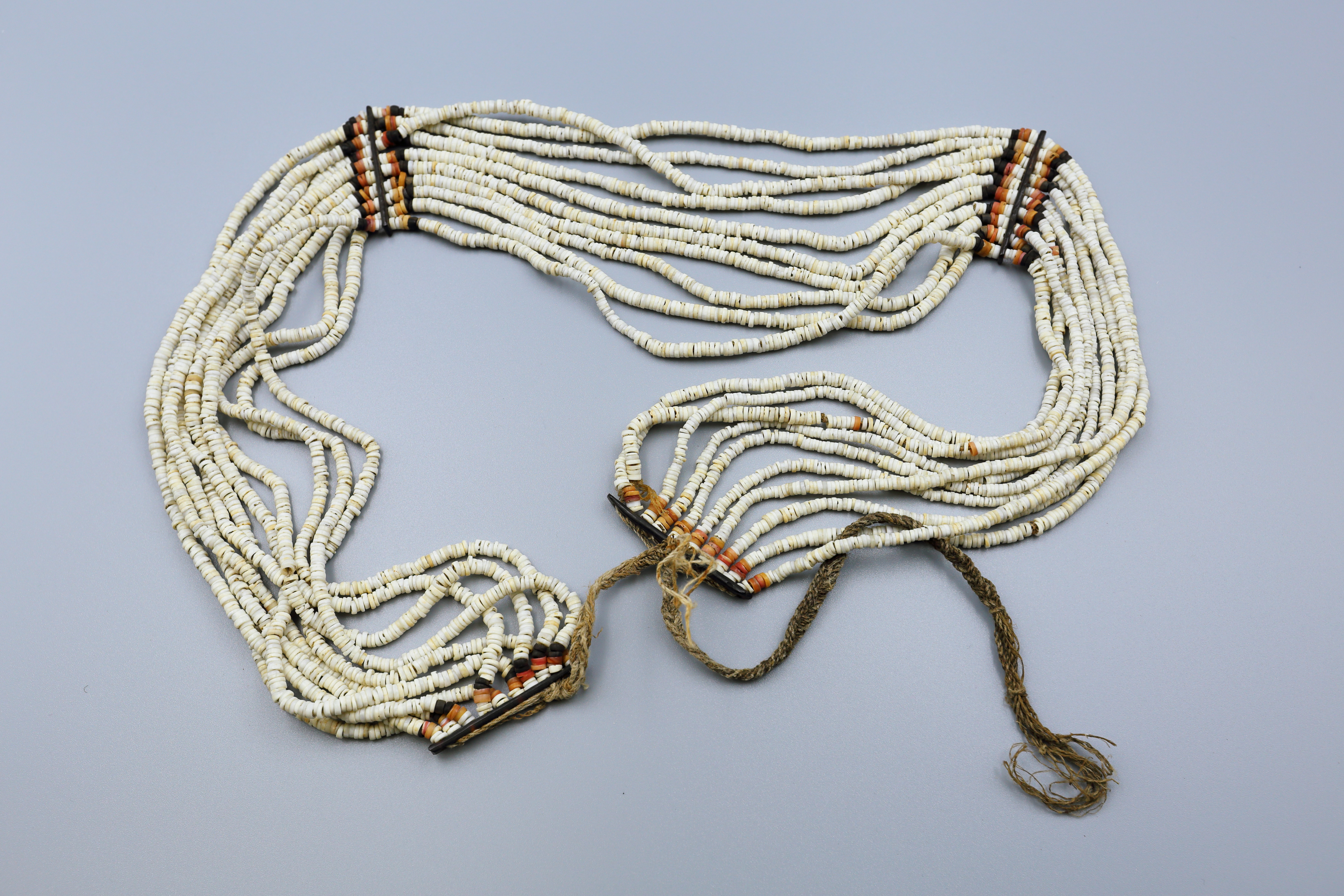
Ceinture de la collection « Les Lau de Malaita » (collections d'enseignement et de recherche)
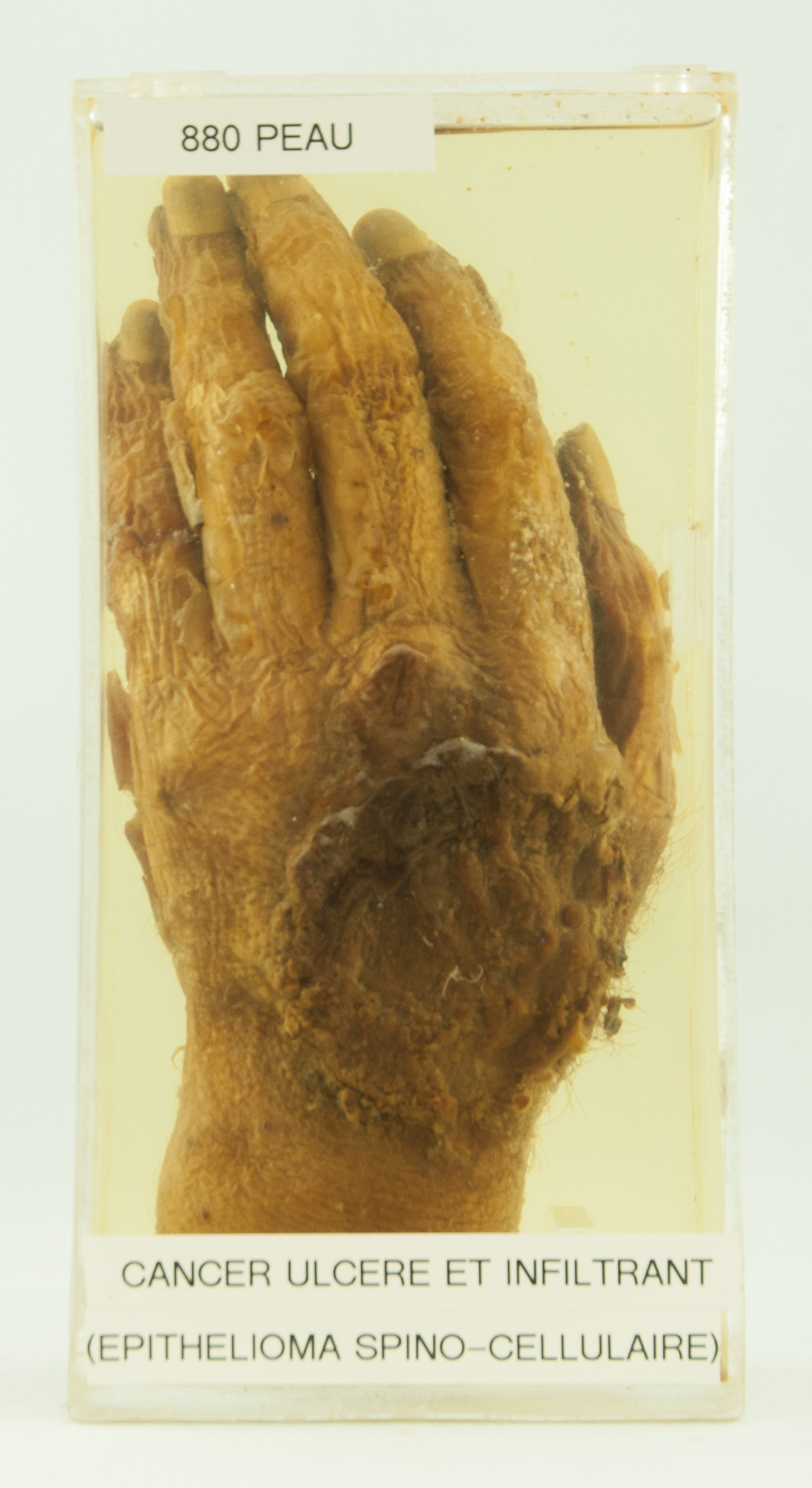
Peau : Cancer ulcéré et infiltrant de la collection « Musée d'anatomopathologie » (faculté de médecine)
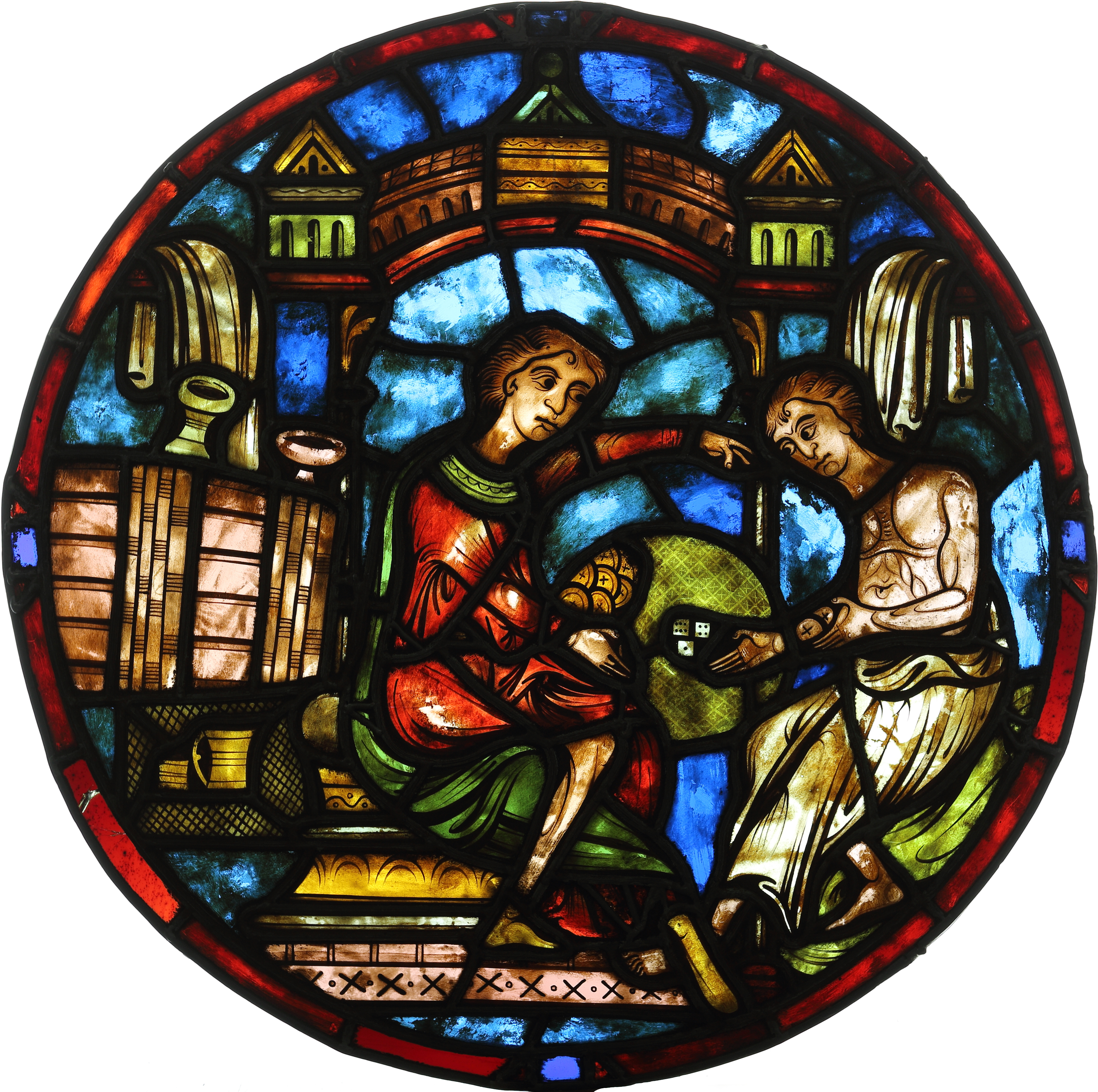
Joueurs de dés de la collection « Vitraux » (collections d'enseignement et de recherche)
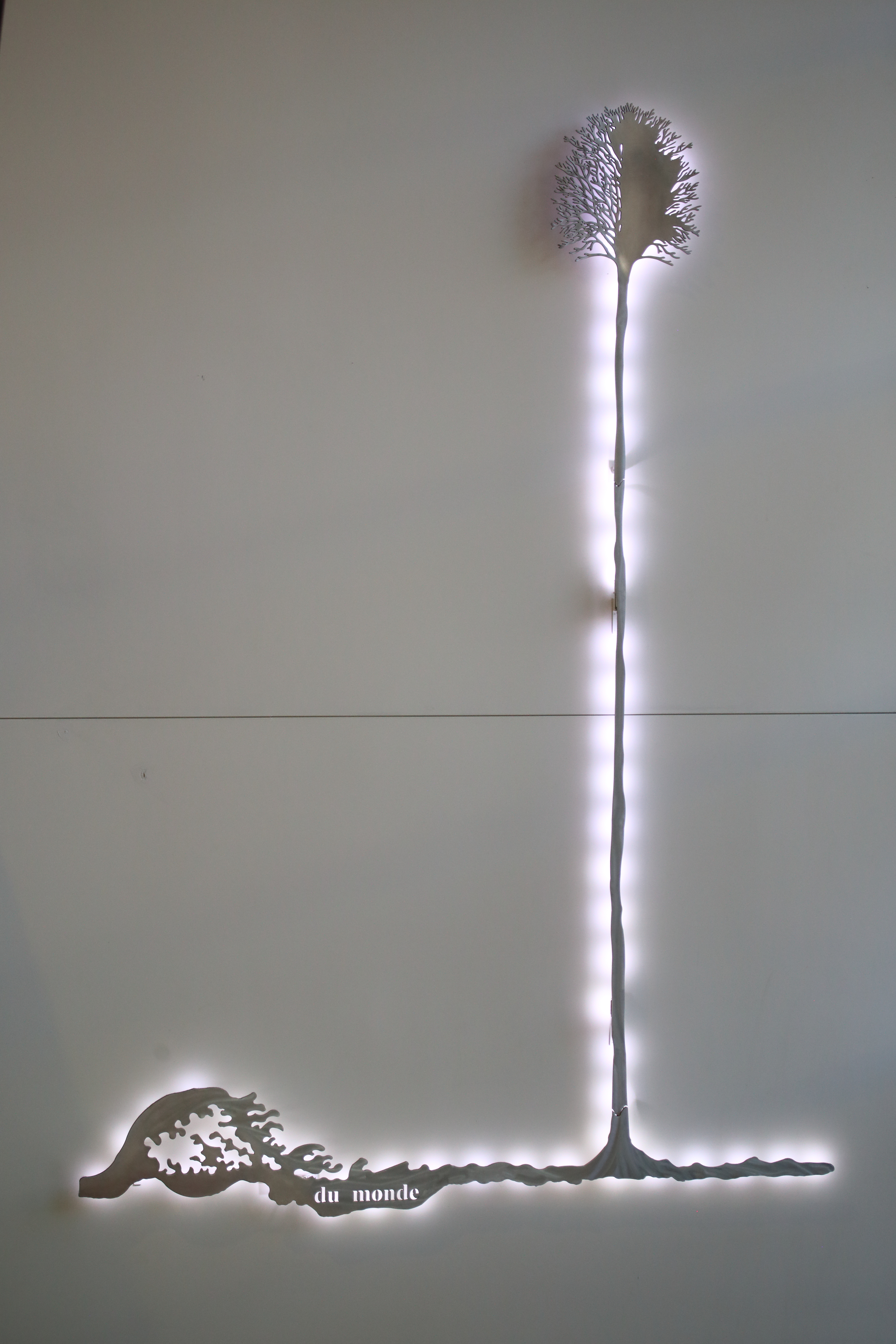
Pour la suite du monde de la collection « Art public de l'Université Laval » (pavillon Ferdinand-Vandry)
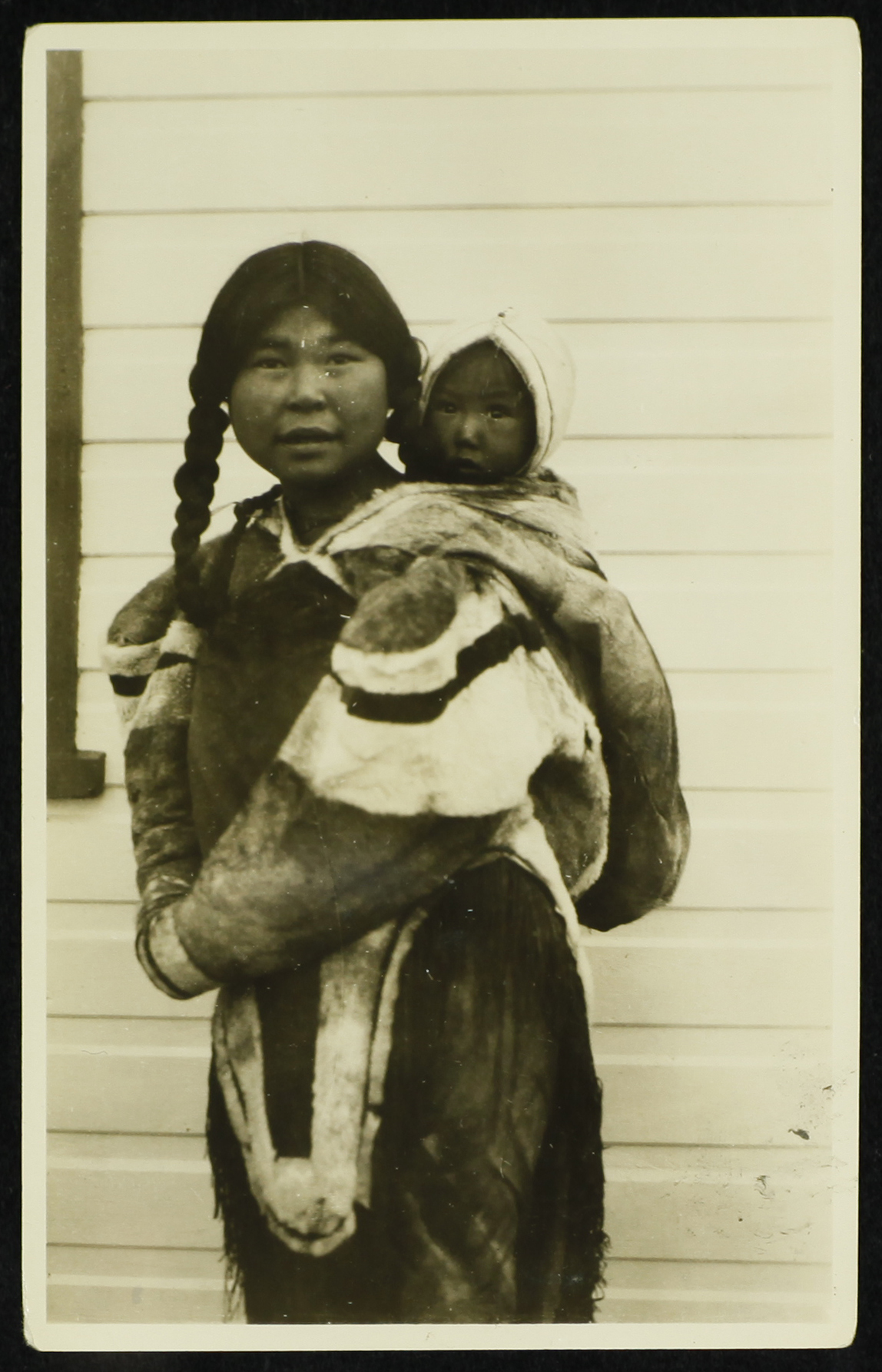
Femme inuite et son poupon, Pond Inlet de la collection « Images du nord et de l'Arctique » (bibliothèque)

## Répertoire de vedettes-matière de l'Université Laval
Le Répertoire de vedettes-matière (RVM) est  vocabulaire contrôlé contenant plus de 300 000 notices d’autorités. Il est utilisé par plus de 200 bibliothèques et centres de documentation publics et privés au Québec, au Canada et dans d'autres pays, principalement en Europe.

## Développements récents
Quarante ans après l'édification du pavillon Jean-Charles Bonenfant, des travaux de mises aux normes s'imposent. Dès l'été 2011 commencent d'importants travaux qui s’échelonneront sur plusieurs années. Le 4e étage, complètement rénové et rouvert au courant de 2012 offre maintenant aux usagers un laboratoire de géomatique, une médiathèque, une didacthèque avec un laboratoire de littérature jeunesse et une salle de formation pour étudiants et professeurs. Les rénovations se poursuivent au 2e étage et devraient être complétées en 2013. Parallèlement, des travaux de mises aux normes au pavillon Alexandre-Vachon sont aussi en cours et la rénovation des espaces de la bibliothèque est prévue dans un avenir rapproché. L'emplacement de l'ancienne bibliothèque du 1er cycle a été complètement transformé et utilisé à d'autres fins, mais ces espaces seront récupérés ultérieurement.

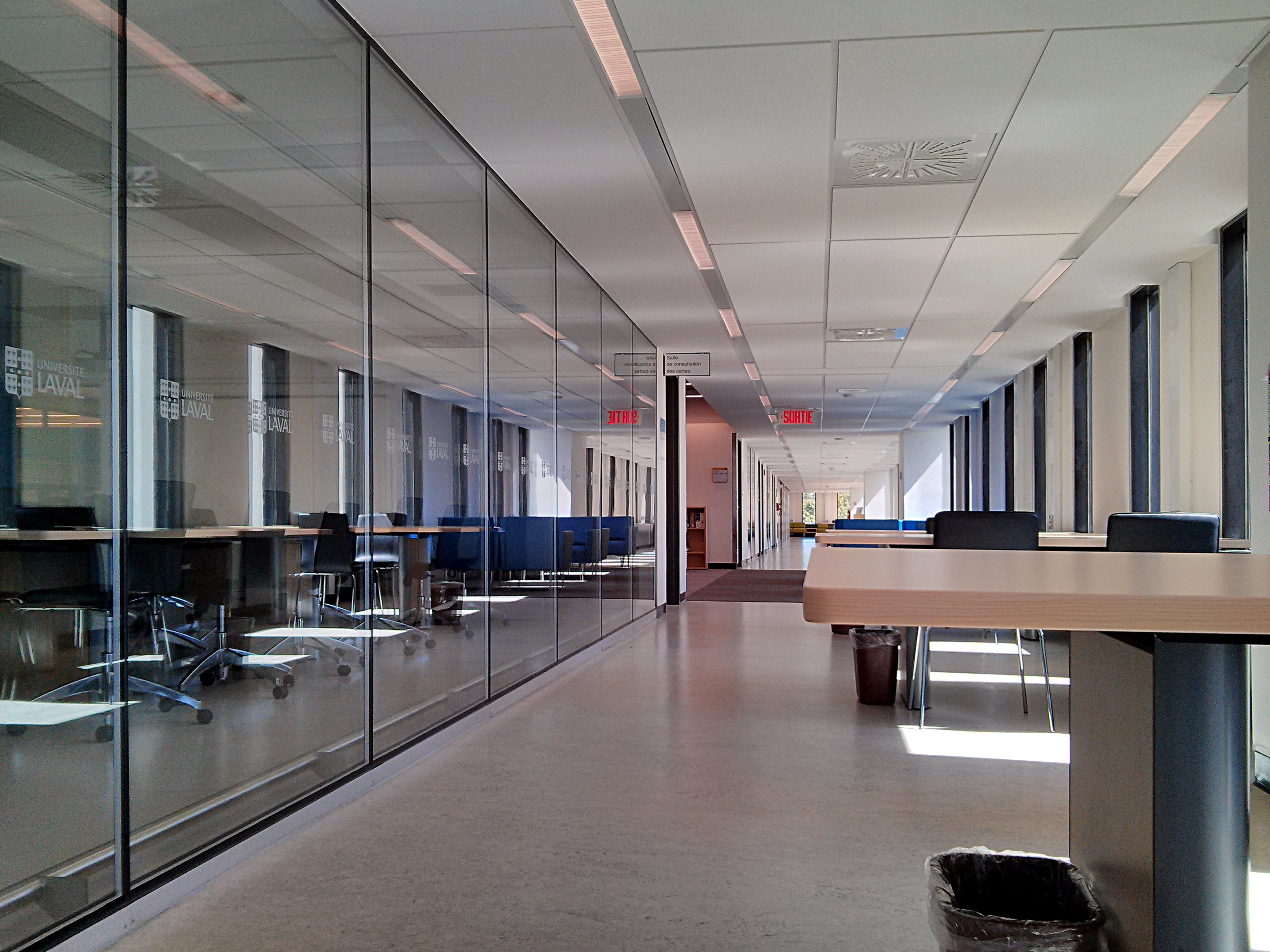
Les nouveaux aménagements laissent une large place aux espaces de travail comme l'illustre cette photo du 4e étage du pavillon Bonenfant
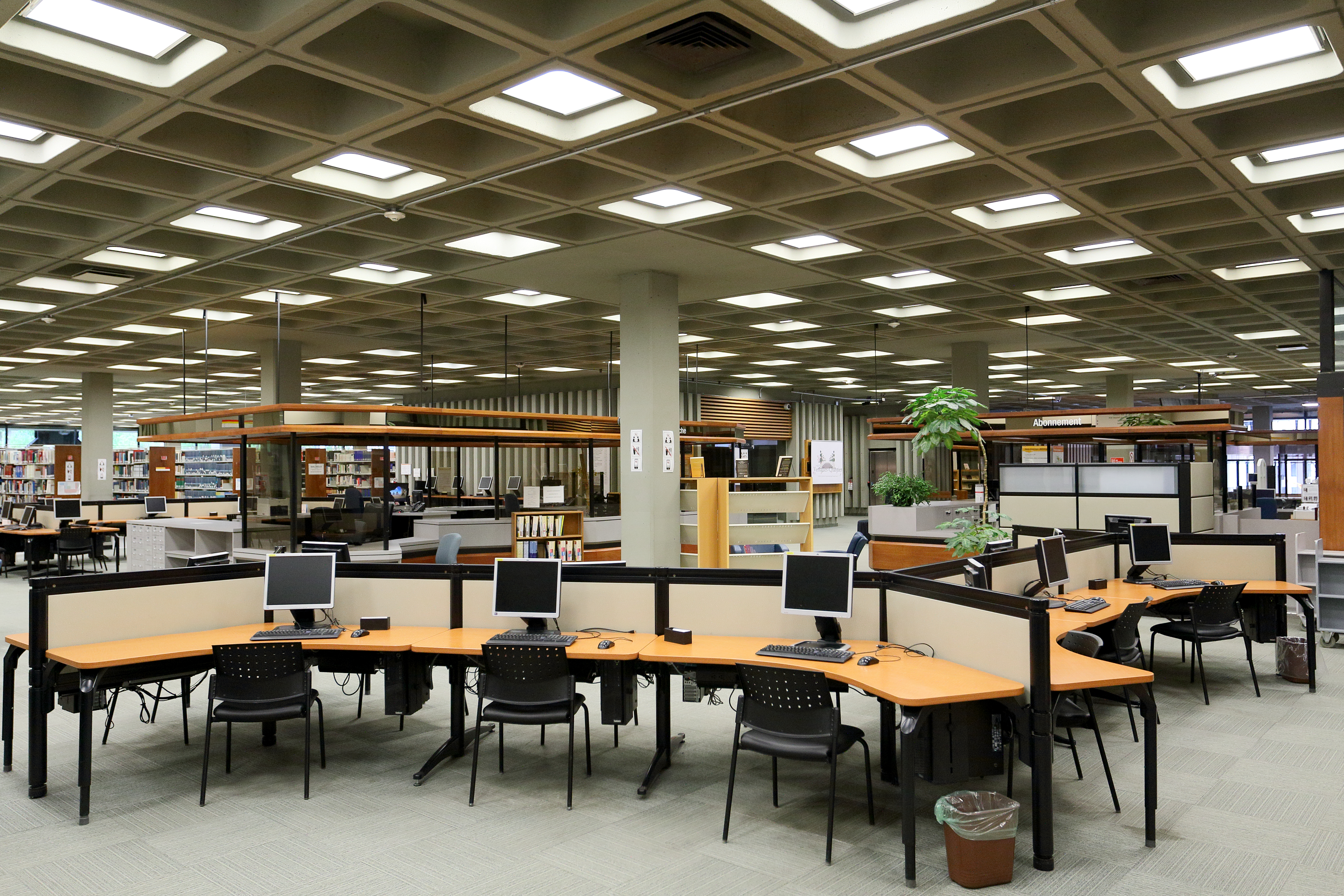
Premier étage du pavillon Bonenfant
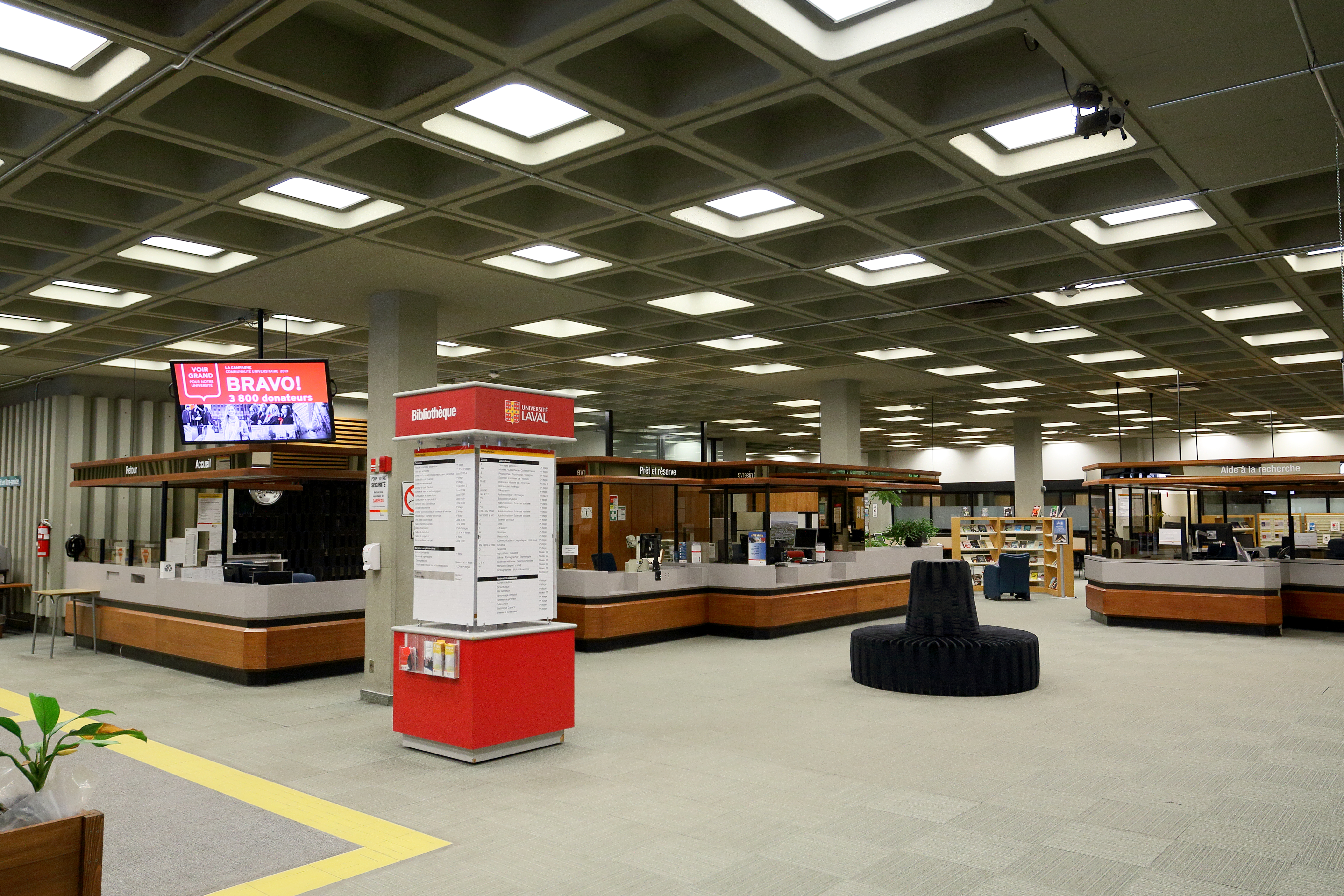
Premier étage du pavillon Bonenfant
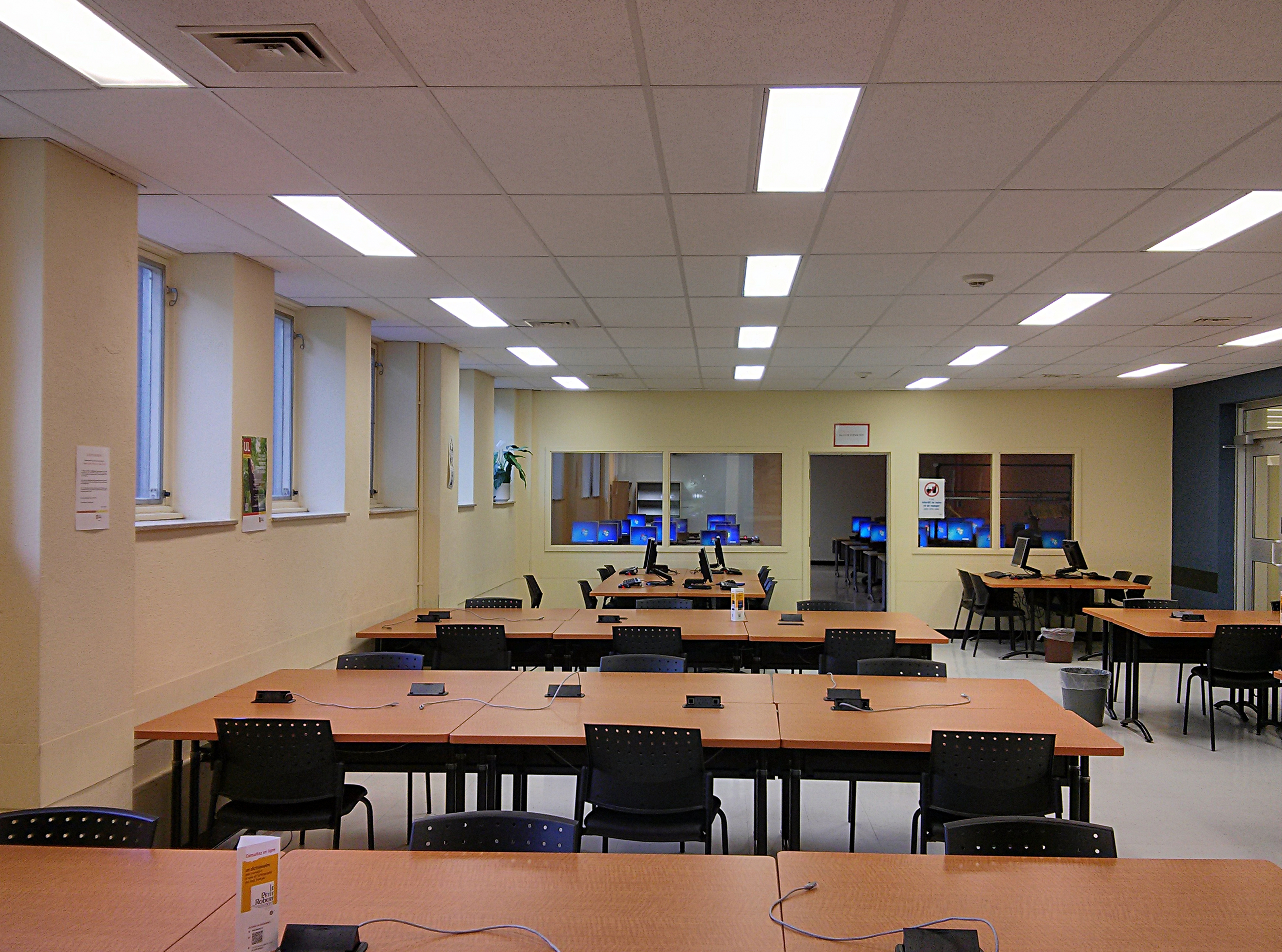
Salle Alcan de la Bibliothèque des sciences au Pavillon Vachon

## Référence
1. 1 2 3 4 5 6 7 8 9 10 11 12 13  « Dialogue avec l'histoire. Les collections de la Bibliothèque de l'Université Laval », Bibliothèque de l'Université Laval, 4 août 2013
2. ↑  Richard Dufour, Bibliothèque de l'Université Laval : 165 ans d'histoire, Québec, Presses de l'Université Laval, 2018 (ISBN 978-2-7637-3732-4, OCLC 1029956876)
3. ↑  « À propos. Bibliothèque de l'Université Laval », Bibliothèque de l'Université Laval, 4 août 2013
4. ↑  « À propos. Livres rares », Bibliothèque de l'Université Laval, 4 août 2013
5. ↑  Claude Beaudry, « La Bibliothèque de musique de l'Université Laval », Fontes Artis Musicae, vol. 34, no 4,‎ 1987, p. 243–247 (ISSN 0015-6191, lire en ligne, consulté le 15 juillet 2021)
6. 1 2  « Cartes, atlas et photographies aériennes, etc. », Bibliothèque de l'Université Laval, 4 août 2013
7. ↑  « À propos. Collections muséales », Bibliothèque de l'Université Laval, 4 août 2013